# Tempietto

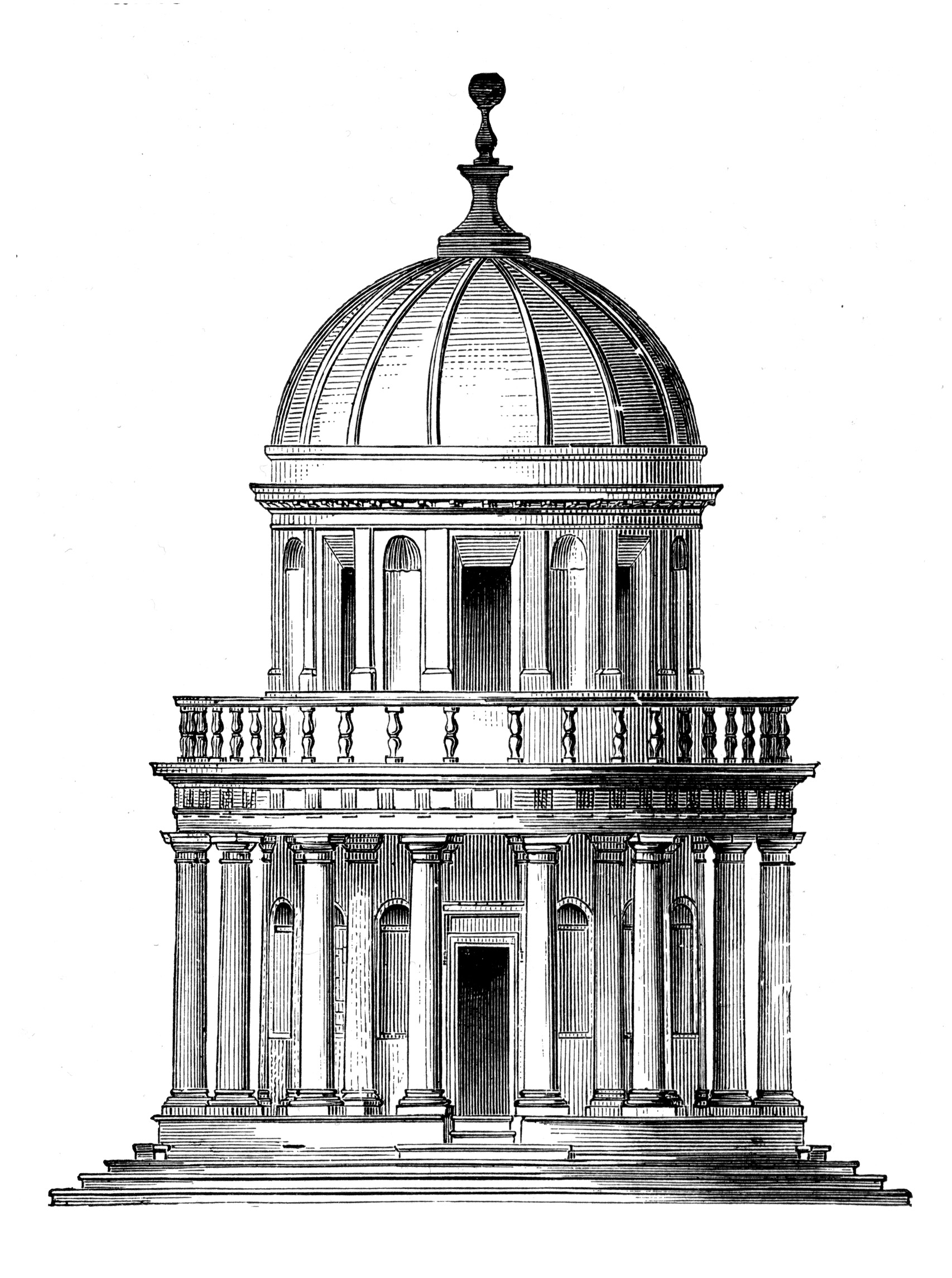

Tempietto de San Pietro in Montorio (1502-1510) este un edificiu realizat de Donato d'Angelo Bramante, pentru a comemora locul morții Sfântului Petru. Monumentul de mici dimensiuni se găsește în curtea Bisericii San Pietro in Montoria, reprezentând o sinteză între arta antică și cea a Renașterii.
Este un volum de formă semicirculară, așezat pe un postament treptat (3 trepte), are o sală centrală circulară, înconjurată de un peristil cu o colonadă de tip toscan, surmontată de o friză, metope și triglifi și apoi o balustradă cu baluștri. Este acoperit cu o cupolă. Se remarcă prezența lanternoului, ca element structural, precum și contravântuirea cupolei.